# Коле Белведере (Л'Аквила)
Коле Белведере (итал. Colle Belvedere) је насеље у Италији у округу Л'Аквила, региону Абруцо.
Према процени из 2011. у насељу је живело 10 становника. Насеље се налази на надморској висини од 1403 м.